# ناکسویل (مریلند)
ناکسویل (به انگلیسی: Knoxville) یک منطقهٔ مسکونی در ایالات متحده آمریکا است که در شهرستان فردریک، مریلند واقع شده‌است.